# Воскрешая мёртвых (телесериал)
«Воскрешая мёртвых» (англ. Waking the Dead) — британский сериал о специальном подразделении уголовного розыска Скотланд-Ярда, занимающимся расследованием ранее нераскрытых преступлений, по которым появились новые факты и улики. Выходил на телеканале BBC One, всего было снято девять сезонов. Премьера пилота состоялась 4 сентября 2000 года, финальная серия показана 11 апреля 2011 года.
Об одном из персонажей сериала — судмедэксперте Ив Локхарт — вышел шестисерийный спин-офф под названием The Body Farm, показанный на BBC One в сентябре-октябре 2011 года.

## Сюжет
Сериал рассказывает о работе специальной группы полицейских, расследующих «глухари» (на англ. «cold cases»: «холодные дела»), — как правило, это прежде нераскрытые убийства, совершённые в разные годы на территории Лондона и в его окрестностях. Хронология многих уголовных дел насчитывает не одно десятилетие, а в некоторых случаях расследуются даже преступления, совершённые в 1940-х годах. Чтобы изучить предыдущие свидетельства, команда находит новые улики и доказательства, используя современные технологии судебной экспертизы. Руководит подразделением суперинтендант-детектив Питер Бойд; под его началом работают профайлер-психолог доктор Грейс Фойли, специализирующаяся в этой сфере около 30 лет, судмедэксперт и два детектива.

## В ролях
- Тревор Ив — суперинтендант-детектив Питер Бойд, руководитель отдела нераскрытых дел[2]
- Сью Джонстон[англ.] — д-р Грейс Фойли, специалист-психолог по профилированию
- Уил Джонсон — детектив сержант/инспектор Спенсер Джордон
- Холли Эйрд — д-р Фрэнки Вартон, судебный патологоанатом и медэксперт (задействована в 1-4 сезонах)
- Эстер Холл — д-р Феликс Гибсон, судебный патологоанатом и медэксперт (5 сезон)
- Тара Фицджеральд — д-р Ив Локхарт, судебный патологоанатом и медэксперт (6-9 сезоны)
- Клэр Гус[англ.] — детектив констебль/сержант Эмели «Мэл» Силвер (1-4 сезоны)
- Фелисите Дю Жё[англ.] — детектив констебль Стелла Гудман (5-7 сезоны)
- Стэйси Рока[англ.] — детектив сержант Кэтрин Ховард (8 сезон)
- Ева Бертистл — суперинтендант-детектив Сара Кавандиш (9 сезон)

## Производство и рейтинги
Производство сериала велось по типичной для британской процедурной драмы схеме: каждый двухсерийный эпизод выходил в прайм-тайм (в 9 часов вечера) на телеканале BBC One, по воскресеньям и понедельникам (за исключением первого сезона, выпущенного на экраны по понедельникам и вторникам). Постоянная съёмочная группа сериала составляла около 60 человек.
Некоторые сюжетные линии пилотного выпуска в дальнейшем были изменены: так, первоначально у Бойда была жена и сын-младенец, но в первой серии первого сезона он — одиночка, у которого когда-то пропал без вести сын-подросток.
В общей сложности было выпущено девять сезонов — 92 серии (46 эпизода). Перерывы в показе имелись в 2006 и 2010 годах. Премьера первого сезона состоялась 18 июня 2001 года и собрала 8,4 млн зрителей. Наибольшая аудитория была зафиксирована в начале шестого сезона — 9,2 млн зрителей.
После выхода восьмого сезона, финал которого в сентябре 2009 года посмотрели 6,5 млн зрителей, руководство BBC решило завершить «Воскрешая мёртвых» на девятом сезоне, руководствуясь финансовыми соображениями: сериал считался одним из самых дорогостоящих шоу телеканала, с затратами около £1млн за каждый эпизод. По словам актёра Тревора Ива, сокращение производственного бюджета привело к тому, что половина съёмок происходила в стенах студии, а если бы и было продолжение, то таким образом пришлось бы снимать около 80% сцен. Несмотря на постепенное уменьшение зрительской аудитории, сериал оставался одним из самых популярных на телевидении Великобритании: финальную серию посмотрели около 5,8 млн человек, что составило наивысший рейтинг среди телеканалов в прайм-тайме того дня.

## Выход серий
| Пилот     | 4 сентября, 2000 «Воскрешая мёртвых» (часть 1)     | 5 сентября, 2000 «Воскрешая мёртвых» (часть 2)   | 2 (1)  | 24 октября, 2006 | 12 сентября, 2005 |
| Первый    | 18 июня, 2001 «Сгоревший дотла» (часть 1)          | 10 июля, 2001 «Каждый твой вдох» (часть 2)       | 8 (4)  | 24 октября, 2006 | 12 сентября, 2005 |
| Второй    | 2 сентября, 2002 «Пожизненный срок» (часть 1)      | 4 ноября, 2002 «Разреженный воздух» (часть 2)    | 8 (4)  | 16 октября, 2007 | 26 июня, 2006     |
| Третий    | 14 сентября, 2003 «Multistorey» (часть 1)          | 6 октября, 2003 «Окончательный монтаж» (часть 2) | 8 (4)  | 20 января, 2009  | 25 сентября, 2006 |
| Четвёртый | 11 июля, 2004 «In the Sight of the Lord» (часть 1) | 16 августа, 2004 «Shadowplay» (часть 2)          | 12 (6) | 19 января, 2010  | 29 января, 2007   |
| Пятый     | 18 сентября, 2005 «Towers of Silence» (часть 1)    | 24 октября, 2005 «Cold Fusion» (часть 2)         | 12 (6) | 18 января, 2011  | 10 сентября, 2007 |
| Шестой    | 7 января, 2007 «Wren Boys» (часть 1)               | 19 февраля, 2007 «Yahrzeit» (часть 2)            | 12 (6) | 17 января, 2012  | 19 мая, 2008      |
| Седьмой   | 14 апреля, 2008 «Missing Persons» (часть 1)        | 20 мая, 2008 «Pieta» (часть 2)                   | 12 (6) | н/д              | 3 мая, 2010       |
| Восьмой   | 6 сентября, 2009 «Magdalene 26» (часть1)           | 28 сентября, 2009 «Endgame» (часть 2)            | 8 (4)  | н/д              | 12 июля, 2010     |
| Девятый   | 13 марта, 2011 «Harbinger» (часть 1)               | 14 апреля, 2011 «Ватерлоо» (часть 2)             | 10 (5) | н/д              | 2 мая, 2011       |

## Награды
Международная премия «Эмми»
- 2004 — в номинации «Лучший драматический сериал»[11]

Television and Radio Industries Club Awards
- 2010 — в номинации «Криминальная телепрограмма»[12]